# Luis Delgado Aparicio
Luis Delgado Aparicio, né le 28 septembre 1940 à Callao et mort le 2 avril 2015 à Lima, est un homme politique péruvien.

## Biographie
Diplômé en droit de l'université nationale principale de San Marcos, il devient avocat en 1970. Passionné de salsa, il présente une émission de radio à partir de 1982, puis une émission de télévision. À partir de 1984, il organise des festivals de salsa.

### Politique
Il commence sa carrière politique en 1990 en se faisant élire député pour le Frente Democrático. En 1992, après le coup d'État d'Alberto Fujimori, il est élu au Congrès du Pérou. Réélu en 1995, puis en 2000, il démissionne en 2001 après la fuite de Fujimori.

### Famille
Il est le frère du pianiste de jazz Jaime Delgado Aparicio.